# Hubin (obwód wołyński)
Hubin (ukr. Губин, Hubyn) – wieś na Ukrainie, w obwodzie wołyńskim, w rejonie włodzimierskim.
W okolicach wsi znajduje się rezerwat botaniczny.
Do 2020 w rejonie łokackim. 

## Postacie związane z Hubinen
- Józef Ignacy Kraszewski (1812–1887) – polski pisarz i publicysta, W 1848 r. Kraszewski sprzedał Gródek, przeniósł się wsi Hubin i zamieszkał w tej miejscowości do roku 1853, kiedy sprzedał wieś[3].